# Oedignatha jocquei
Oedignatha jocquei är en spindelart som beskrevs av Christa L. Deeleman-Reinhold 200. Oedignatha jocquei ingår i släktet Oedignatha och familjen flinkspindlar.
Artens utbredningsområde är Thailand. Inga underarter finns listade i Catalogue of Life.